# Six Sexy
Six Sexy (Coupling) est une série télévisée britannique en 28 épisodes de 26 minutes, créée par Steven Moffat et diffusée entre le 12 mai 2000 et le 14 juin 2004 sur BBC Two.
En France, la série a été diffusée à partir du 6 décembre 2000 sur Comédie ! et du 27 octobre 2007 sur France 4.

## Synopsis
Cette sitcom met en scène les aventures et mésaventures amoureuses d'un groupe de six amis (trois hommes et trois femmes) trentenaires vivant à Londres.

## Distribution
- Sarah Alexander (VF : Magali Barney) : Susan Walker
- Gina Bellman (VF : Véronique Alycia) : Jane Christie
- Richard Coyle (VF : Stéphane Marais)  : Jeffrey « Jeff » Murdock (saisons 1 à 3)
- Jack Davenport (VF : Guillaume Orsat) : Steve Taylor
- Kate Isitt (en) (VF : Barbara Delsol) : Sally Harper
- Ben Miles (VF : Constantin Pappas) : Patrick Maitland
- Richard Mylan (en) (VF : Alexis Victor) : Oliver Morris (saison 4)

- Version française par Dubbing Brothers

- Direction artistique par Hervé Rey

- Adaptation par Ghislaine Gozes

## Épisodes

### Première saison (2000)
1. Indécrottable (Flushed)
2. La taille, ça compte (Size Matters)
3. Sexe, mort et nudité (Sex, Death & Nudity)
4. L'Enfer (Inferno)
5. Doudounes ('The Girl with Two Breasts)
6. Au placard les filles ! (The Cupboard of Patrick's Love)

### Deuxième saison (2001)
1. L'Homme à deux jambes (The Man with Two Legs)
2. Mon dîner en enfer (My Dinner in Hell)
3. Les Fesses de ma meilleure amie (Her Best Friend's Bottom)
4. Pas de trique pour Patrick (The Melty Man Cometh)
5. Jane et le serpent qui dit la vérité (Jane and the Truth Snake)
6. Je t'ai eu (Gotcha)
7. La Robe (Dressed)
8. Nu (Naked)
9. Le Bout du rouleau (The End of the Line)

### Troisième saison (2002)
1. Séparations (Split)
2. Infidélité [1/2] (Faithless)
3. Infidélité [2/2] (Unconditional Sex)
4. Souviens-toi (Remember This)
5. Les Taches de rousseur, la clé et le couple qui n'en était pas un (The Freckle, the Key and the Couple Who Weren't)
6. Un garçon, une fille, une seule possibilité (The Girl with One Heart)
7. Peut-être, peut-être, peut-être (Perhaps, Perhaps, Perhaps)

### Quatrième saison (2004)
1. Neuf minutes et demie (Nine and a Half Minutes)
2. Coups de téléphone (Nightlines)
3. Au lit ! (Bed Time)
4. Le Cirque des péridurales (Circus of the Epidurals)
5. Le Salon impudique (The Naked Living Room)
6. Neuf mois et demi (Nine and a Half Months)

## Récompenses
- British Comedy Award 2003 : Meilleure série comique

### Version américaine
Devant le succès de la série au Royaume-Uni, la chaîne américaine NBC a voulu la diffuser sur le sol américain, mais en l'adaptant. Les épisodes ont donc été complètement ré-enregistrés avec des acteurs américains, et le format modifié (20 minutes seulement par épisode). De même, l'humour a été édulcoré. Par exemple, un des premiers jeux de mots de la série utilisant A swallow doesn't make summer (que l'on peut traduire par Une hirondelle ne fait pas le printemps) transformé en A swallow doesn't make her my girlfriend (to swallow ici, qui veut dire « avaler ») n'est pas toléré.
Au total, dix épisodes ont été tournés. Mais devant l'audience très faible, la série a été annulée après seulement quatre épisodes.